# WayV
Gli WayV (威神VS, WēiShén VP) sono una band cinese formatasi nel 2019, come subunità basata in Cina del gruppo musicale sudcoreano NCT. Il gruppo ha debuttato sotto Label V, una sussidiaria di SM Entertainment, il 17 gennaio 2019 con l'EP The Vision.

## Storia
I WayV vengono annunciati dalla SM Entertainment a fine 2018 presentando tre nuovi membri (Xiaojun, Hendery e YangYang) e quattro membri che avevano già debuttato nelle unità degli NCT (Kun, Ten, Winwin e Lucas). Debuttano sotto l'etichetta cinese di SM, Label V, il 17 gennaio 2019 con l'album singolo The Vision.
A maggio dello stesso anno ritornano con il primo EP Take Off con la title omonima. In questo album sono presenti anche Regular, Come Back e Dream Launch che erano presenti già nel primo album singolo citato sopra.
A ottobre pubblicano il loro secondo EP Take Over The Moon con il singolo Moonwalk. Con questa canzone approdano su alcuni show coreani come The Show e Show Champion. Dopo pochi giorni dall'uscita di Take Over The Moon esce la versione in inglese di Love Talk che risulta essere la loro canzone più famosa e il loro video musicale più visto. A fine anno, si esibiscono ai MAMA di Mnet con le loro due canzoni: Take Off e Moonwalk.
Nel 2020 annunciano la pubblicazione del loro primo album in studio Awaken The World con la title Turn Back Time. Dopo poco pubblicano la versione inglese di Bad Alive e la versione coreana di Turn Back Time. Verso la fine del 2020 si uniscono alle altre unità degli NCT per pubblicare l'album Resonance Pt.1 pubblicando la canzone Nectar.
Per i WayV il 2021 inizia con la pubblicazione a marzo del terzo EP Kick Back con la title che porta lo stesso nome. Dopo il comeback stage, Lucas e Winwin non partecipano alle promozioni per andare in Cina a fare lavori da solista.
Nel 2021 debuttano anche le unità dei WayV: per prima l'unità composta da Kun e Xiaojun che debuttano con il singolo Back To You. Poco più tardi debutta l'unità di Ten e YangYang con la canzone Low Low. Come ultima unità doveva debuttare quella di Lucas e Hendery ma, visto che Lucas è stato messo in pausa per accuse poi rivelate false, non ha mai debuttato.

## Formazione
- Kun (钱锟; Qian Kun) – leader, voce
- Ten (ชิตพล ลี้ชัยพรกุล; Chittaphon Leechaiyapornkul) – voce, rap
- Winwin (董思成; Dong Si Cheng) – rap
- Xiaojun (肖德俊; Xiao Dejun) – voce
- Hendery (黃冠亨; Wong Kunhang) – rap
- YangYang (刘扬扬; Liu YangYang) – rap

### Ex membri
- Lucas (黄旭熙; Huang Xu Xi) – rap

## Discografia

### Album in studio
- 2020 – Awaken The World

### EP
- 2019 – The Vision
- 2019 – Take Off
- 2019 – Take Over the Moon
- 2021 – Kick Back

### Singoli
- 2019 – Regular
- 2019 – Take Off
- 2019 – Moonwalk
- 2019 – Love Talk
- 2020 – Turn Back Time
- 2020 – Bad Alive
- 2021 – Kick Back

## Videografia
- 2019 – Regular
- 2019 – Dream Launch
- 2019 – Take Off
- 2019 – Take Off - Perfomance Video
- 2019 – Let me love u (Self-filmed)
- 2019 – Moonwalk
- 2019 – Love Talk - English Version
- 2020 – Turn Back Time
- 2020 – Turn Back Time - Korean Version
- 2020 – Bad Alive - English Version
- 2021 – Kick Back
- 2021 – Action Figure - Performance Video
- 2022 – Phantom

## Sub-unit
WayV-KUN&XIAOJUN (Kun, Xiaojun)
(2021-presente). Hanno debuttato il 16 giugno 2021 con il singolo Back To You.
WayV-TEN&YANGYANG (Ten, YangYang) (2021-presente). Hanno debuttato il 17 agosto 2021 con il singolo Low Low.